# Антипас, Квинси
Кви́нси Анти́пас (англ. Quincy Antipas; 20 апреля 1984, Хараре, Зимбабве) — зимбабвийский футболист, нападающий. Выступал за сборную Зимбабве.

## Карьера
Рожденный в Хараре, Антипас успел поиграть за такие клубы из Зимбабве, Марокко и Дании, как «Мотор Экшн», «КАПС Юнайтед», «Атлетик Тетуан», «МАС Фес», «Блохус», «ХБ Кёге» и «Сённерйюск». 3 сентября 2012 года подписал контракт с «Брондбю».
В составе национальной сборной дебютировал в 2006 году, в отборочных матчах к ЧМ-2006.